# マアロン
マアロン （Mahalon）は、フランス、ブルターニュ地域圏、フィニステール県のコミューン。

## 由来
中世起源のこの町の名前は、12世紀以来変化し続けてきた。最初はMathalon、そしてMazalon、今日のMahalonとなった。

## 歴史
マアロンは、コルヌアイユ司教区の中で最も古い教区の1つであった。1160年に記された、ブルターニュの聖ヨハネ騎士団の憲章内でマアロンについて触れられている。騎士団はアルモリカに拠点を持ち、村に施療所を設けていた。
1904年1月3日発行のル・クロワ紙は、マアロンにあるカトリック会衆学校の閉鎖を伝えている。この決定は、当時のフランス首相エミール・コンブが反教会政策をとっていたためである。学校はかつてフィーユ・ド・ジェシュ会衆（fr）が運営していた。

## 人口統計
| 1962年 | 1968年 | 1975年 | 1982年 | 1990年 | 1999年 | 2006年 | 2010年 |
| ------ | ------ | ------ | ------ | ------ | ------ | ------ | ------ |
| 867    | 802    | 742    | 711    | 773    | 799    | 881    | 881    |

参照元:1999年までEHESS、2000年以降INSEE